# Pemmatoporella marginata
Pemmatoporella marginata är en mossdjursart som först beskrevs av Calvet 1909.  Pemmatoporella marginata ingår i släktet Pemmatoporella och familjen Smittinidae. Inga underarter finns listade i Catalogue of Life.